# Jan Wiśniewski (kontradmirał)
Jan Wiśniewski (ur. 5 stycznia 1920 w Warszawie, zm. 15 grudnia 1969 w Egipcie) – polski żołnierz i polityk. Pułkownik Ludowego Wojska Polskiego i kontradmirał Marynarki Wojennej PRL. Poseł na Sejm PRL II kadencji (1957–1960).

## Życiorys

### Młodość (1925–1943)
W 1938 skończył gimnazjum rzemieślnicze w Warszawie i został wzorcarzem w Państwowej Fabryce Uzbrojenia. Od marca 1940 do jesieni 1941 ślusarz w Fabryce Budowy Maszyn w Debalcewie w Donbasie, później ślusarz i brygadzista w Kombinacie im. Stalina w Stalińsku.

### Kariera w LWP (1943–1951)
3 VI 1943 wstąpił do 1 DP im. Kościuszki. Żołnierz 1 Pułku Czołgów, w lutym 1944 skończył szkołę podchorążych artylerii w Tambowie ze stopniem podporucznika i został zastępcą dowódcy dywizjonu artylerii ds. technicznych w 2 PAL 2 DP im. Dąbrowskiego. Od 1 V 1944 instruktor i dowódca plutonu szkolnego kompanii oficerskiej w Sztabie Polskiego Ruchu Partyzanckiego. Po zajęciu wschodniej części Polski przez Armię Czerwoną wrócił do kraju i walczył z podziemiem niepodległościowym. W grudniu 1944 został oficerem do zleceń specjalnych i dowódcą kompanii szkolnej Szkoły Oficerskiej MBP. Od stycznia 1945 w stopniu porucznika był przewodniczącym komisji rehabilitacyjnej w MBP. IV-IX 1945 na kursie w Akademii Wojskowej im. Frunzego w Moskwie, po ukończeniu którego został szefem wydziału personalnego Dowództwa Warszawskiego Okręgu Wojskowego w stopniu kapitana, a od grudnia 1945 – majora. Od 22 VII 1947 podpułkownik. W latach 1947–1948 studiował w Akademii Sztabu Generalnego WP w Rembertowie, a w latach 1948–1950 w Akademii Sztabu Generalnego Sił Zbrojnych ZSRR im. K. Woroszyłowa w Moskwie. Po studiach został pułkownikiem dyplomowanym i starszym wykładowcą taktyki ogólnej w ASG.

### Kariera w Marynarce Wojennej (1951–1959)
Od grudnia 1951 szef Sztabu Głównego Marynarki Wojennej, przeniesiony z Wojsk Lądowych mimo braku praktycznego przygotowania do pracy w Marynarce Wojennej. Jesienią 1953 jako pierwszy w Polsce oficer piechoty został mianowany kontradmirałem. Od 1954 do 1955 na kursie w Akademii Marynarki Wojennej ZSRR w Leningradzie.
W latach 1956–styczeń 1958 pełnił obowiązki dowódcy Marynarki Wojennej, zastępując szkolącego się admirała Zdzisława Studzińskiego. Na fali odwilży politycznej, w piśmie z 23 listopada 1956 roku do Ministra Obrony Narodowej krytykował przejmowanie przestarzałych i zużytych okrętów sprzedawanych Polsce przez ZSRR, zwłaszcza okrętów podwodnych serii XV. W latach 1958–1959 ponownie był szefem sztabu. W marcu 1959 roku zainicjował poszukiwanie wraków niemieckich okrętów podwodnych w celu ich ewentualnego remontu i wcielenia, lecz działania te nie przyniosły rezultatu. Między innymi w związku z krytyką sprzętu radzieckiego, jego pozycja po powrocie admirała Studzińskiego osłabła i 6 listopada 1959 roku został odwołany ze stanowiska szefa sztabu i następnie przeniesiony do rezerwy. W latach 1957–1960 był posłem na Sejm PRL II kadencji. Od lipca 1960 podsekretarz stanu w Ministerstwie Żeglugi, od grudnia 1966 ambasador PRL w Zjednoczonej Republice Arabskiej. Był też prezesem Polskiego Związku Żeglarskiego.
Zmarł na zawał w Egipcie. Pochowany na wojskowych Powązkach w Warszawie (kwatera A14-2-4).

## Awanse
W trakcie służby w ludowym Wojsku Polskim otrzymywał awanse na kolejne stopnie wojskowe:
- podporucznik – 18 lutego 1944
- porucznik – grudzień 1944
- kapitan – 19 września 1945
- major – 20 grudnia 1945
- podpułkownik – 22 lipca 1947
- pułkownik – 20 lipca 1950
- kontradmirał – 8 października 1953

## Życie prywatne
Był żonaty z Lucyną Wiśniewską z domu Stępniewską (1922-2010). Małżeństwo miało syna.

## Odznaczenia
- Krzyż Komandorski Orderu Odrodzenia Polski (1959)
- Krzyż Oficerski Orderu Odrodzenia Polski (1954)
- Krzyż Kawalerski Orderu Odrodzenia Polski (1946)
- Order Krzyża Grunwaldu III klasy (1945)
- Krzyż Partyzancki (1946)
- Złoty Medal „Siły Zbrojne w Służbie Ojczyzny” (1958)